# Walden Pond
Walden Pond är en damm utanför Concord, Massachusetts i USA. Den är ett välkänt exempel på en dödisgrop, och bildades när glaciärer drog sig tillbaka över New England för mellan 10 000 och 15 000 år sedan. Walden Pond ligger i skogen Walden Forest, och är en del av den 136 hektar stora delstatsparken Walden Pond State Reservation. Detta innebär att parken är ett reservat, och blev år 1966 ett naturskyddat område i och med att lagstiftningen National Historic Preservation Act trädde i kraft.
I och med dammens relation till författaren och transcendentalisten Henry David Thoreau, och hans i sin tur mycket inflytelserika bok Skogsliv vid Walden, som gjorde dammen känd, blev Walden Pond utsett till ett National Historic Landmark (Nationellt historiskt minnesmärke) år 1962. Walden Pond är i modern tid en populär badplats och turistattraktion, både lokalt i Massachusetts och i USA. Dammen har cirka en halv miljon besökare varje år.
Dammen är känd för sitt klara vatten, detta på grund av att vattnet är oligotrofiskt; det innehåller alltså väldigt få näringsämnen. Denna speciella förutsättning leder till att växtligheten i dammen är mycket begränsad, och vattnet blir därför inte grumligt.

## Historia
Walden Pond är en dödisgrop som bildades för minst 12 000 år sedan, då glaciärisen drog sig tillbaka över området som idag är New England. På grund av de förutsättningar som isens krafter gav upphov till har dammen inget tillflöde förutom en akvifer. Dammen ligger nära staden Concord, som blev en viktig stad under de tretton kolonierna. En tragedi skedde vid dammen redan år 1676, under Kung Philips krig. Vid denna tid så fanns det en så kallad "fire free zone"-lag; denna lagstiftning förbjöd indianer att vistas mer än en amerikansk mil från sin registrerade boningsplats. Tre indiankvinnor samt deras tre barn från den närliggande sjön Flint's Pond vistades vid dammen för att plocka huckleberries (amerikanska blåbär). De befann sig därför på mark ägd av en vit familj, och dessutom över en amerikansk mil från sin registrerade boningsplats. De mördades därför av medlemmar av Concordmilisen, som i sin tur blev hängda i centrala Boston för detta rasbrott.
Concord ansågs ha ytterst fina odlingsmarker, med en rik och bördig jord. Skogen som omger Walden Pond, Walden Forest, var dock ett undantag. Skogen avverkades aldrig, eftersom de glaciära skiftena gav upphov till en sandig och torr jord. Skogen fick snabbt ett rykte om att hysa missanpassade individer och folkgrupper. Såväl frigjorda slavar som resande arbetare, folk med den lägsta sociala statusen i samhället, slog sig ner i skogen.

### Henry David Thoreau

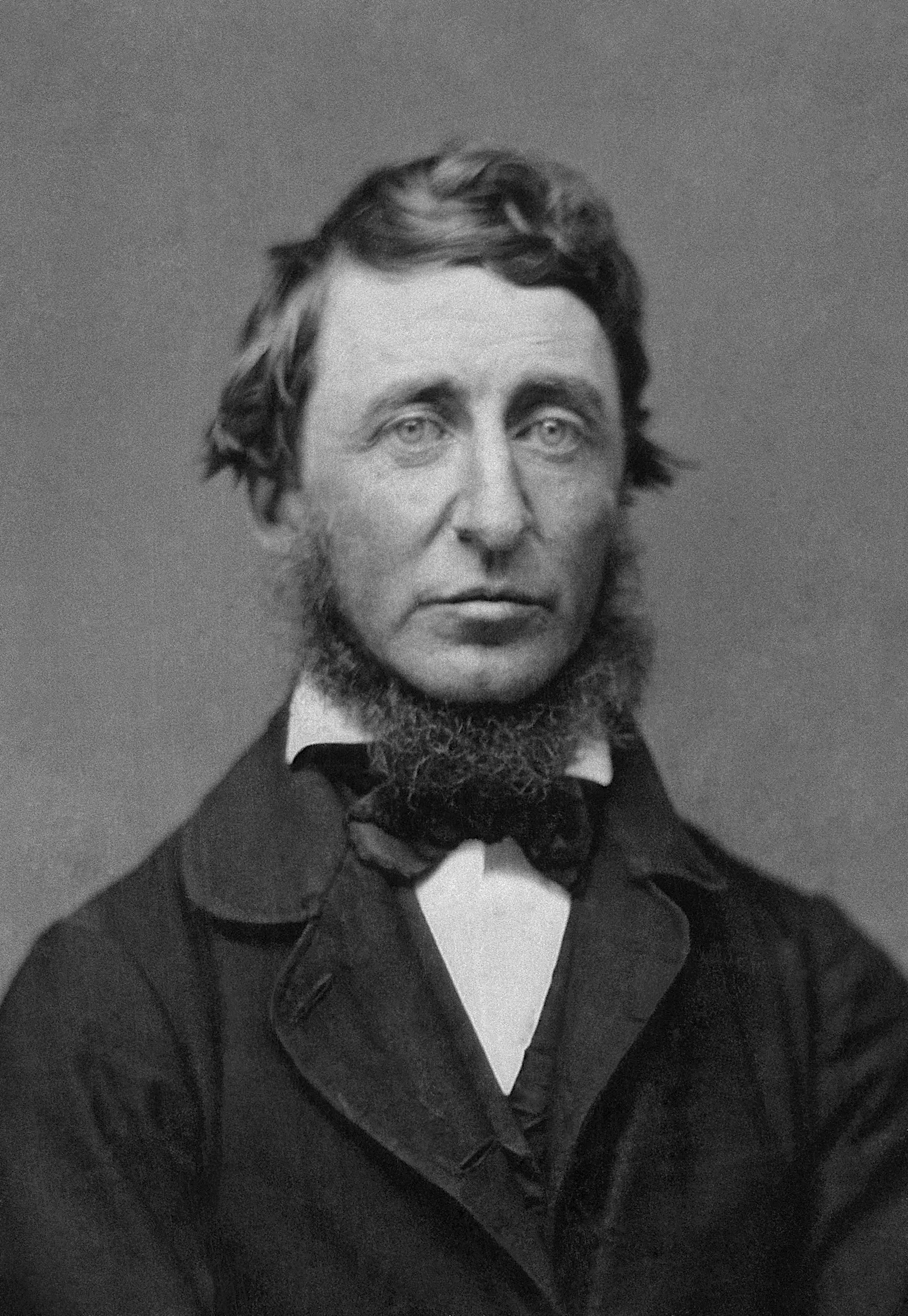
Författaren Henry David Thoreau kom att bli en mycket inflytelserik figur i den amerikanska litteraturen.

Författaren och transcendentalisten Henry David Thoreau, född i Concord, bestämde sig för att leva av naturen i skogen och kring sjön mellan 4 juli 1845 och september 1847, i två år, två månader, och två dagar. Thoreaus bror John hade dött i hans armar år 1842, och två veckor efter broderns död gick hans vän Ralph Waldo Emersons förstfödde son bort. Sorgen förde dem samman, och tre år senare erbjöd Emerson honom en tomt vid sjön. Thoreau antog erbjudandet, då han strävade efter att bli författare och leva i naturen. Syftet var att journalföra allt han såg i och lärde sig av naturen. Han inspirerades av kvinnan Zilpah White, en frigjord slav som bodde i en enrumsstuga intill Walden Road och livnärde sig på att spinna linfibrer. Han konstruerade själv en enrumsstuga, och försökte i största möjliga mån att leva på det naturen gav. 
Under sin tid vid Walden Pond utvecklades Thoreaus anarkistiska och individualistiska tankar och resonemang; han kom att bli känd för sitt citat That government is best which governs least ("Staten är som bäst när den styr som minst"). Även hans civila olydnad blev uppmärksammad, då han påträffade en kronofogde vid dammen men vägrade att betala skatt, som en protest mot det mexikansk-amerikanska kriget. Han blev därför häktad, men skulden betalades av en släkting. Efter de två åren vid Walden Pond spenderade Thoreau ytterligare sju år på att finslipa sina tankar och idéer i vad som slutligen kom att bli boken Skogsliv vid Walden. I boken beskrev han även många av de missanpassade individer som bodde i Walden Woods. Skogsliv vid Walden anses vara ett av de mest inflytelserika amerikanska litterära verken någonsin, ett litterärt mästerverk. Boken stod i framkant och presenterade samt utökade idéer om ekologism och civila rättigheter; det förstnämnda var vid denna tid banbrytande åskådningar. Senare sålde Emerson stugan och marken till sin trädgårdsmästare, och den användes då för att lagra korn. Den revs 1868.

### 1900-talet
Walden Ponds kulturhistoriska värde insågs inte förrän på 1960-talet. Dammen hade fram till denna punkt inget naturskydd, och ansågs vara en börda då marken varken var bördig eller användbar. I oktober 1958 röstade invånarna i Concord med 603 ja-röster och 38 nej-röster för att anlägga en kommunal soptipp några hundra meter från dammen. Även långt dessförinnan, när Thoreau bodde vid dammen, delades skogen upp i små tomtmarker som invånarna i Concord använde för att avverka ved. Exempel som dessa visar på det praktiskt taget obefintliga intresset bland folket i Concord för att på något sett bevara dammen. Några som tidigt förstod dammens kulturhistoriska värde var Emersons ättlingar, som gav marken som omgav dammen till delstaten Massachusetts, i syfte att "bevara det såsom Emersons och Thoreaus Walden, dess stränder och skog för allmänheten, skogen, naturen, inkluderande bad, roddturer, fiske och picknicka." Efter att lagförslaget vid namn "the Wilderness Bill" fastnade i kongressen från att det introducerades år 1956, fram till att det blev inskrivet som lag i december år 1962, föll Walden Pond för första gången under juridiskt skydd. Detta skedde mycket tack vare naturvårdsgruppen The Walden Woods Project, som kämpade hårt för att dammen skulle bli skyddad. Att utses till nationellt historiskt minnesmärke är i USA en lång och svår process, eftersom en medlem i National Park Service måste nominera den. Gruppen lyckades till slut övertyga en av dess medlemmar, då hundratals ölburkar och glasflaskor påträffades i dammen. Dammen ägs nu av USA:s federala statsmakt, som federal mark, till skillnad från land som ägs av delstaten Massachusetts.

### Modern tid
I modern tid är Walden Pond en populär badplats och park med mellan 500 000 och 600 000 besökare varje år. Tack vare dess klara vatten och kulturhistoriska värde som inspiration för klassisk amerikansk litteratur anses dammen vara i unik i flera aspekter. Tack vare Thoreaus hängivna dokumentering av naturen och växterna omkring sig anses Walden Pond idag vara en av de främsta platserna i USA för att studera och analysera klimatförändringar. Enligt universitetsprofessorn Richard Primack har cirka en fjärdedel av de växter som Thoreau beskrev nu försvunnit från dammen och skogen. Andra arter har istället fått förändrade växtcykler; exempelvis blommar nu blåbärsbuskarna tre till fyra veckor tidigare än vid mitten på 1800-talet. Concord, och i sin tur därför även Walden Pond, har i genomsnitt blivit cirka 2,7°C varmare, men hur detta kommer att påverka dammens ekosystem är ännu okänt. Den 9 juni förbjöd Massachusetts Department of Conservation and Recreation (DCR) simning i öppet vatten efter en rad drunkningsolyckor i Massachusetts. DCR gick då ut med ett pressmeddelande om att ingen simning fick ske utanför de inhägnade badplatserna. Detta orsakade mycket starka reaktioner, och vissa drog liknelser till hur detta gick emot Thoreaus vision om en "natur fri från statens förtryck." En namnlista som krävde att staten drog tillbaka sitt förbud startades och fick över 11 000 underskrifter. Den 7 juli skrev 50 statslagstiftare ett öppet brev som kritiserade förbudet: "Walden Pond är en av de mest älskade badplatserna i hela Massachusetts." Samma dag backade DCR och förbudet togs bort.

## Natur
I Walden Pond tillåts små båtar, förutom de med bensinmotorer. Fiske är möjligt i dammen, och fiskar såsom öringabborre, kedjepickerell, dvärgmal och blågälad solabborre finns i Walden Pond. Thoreau noterade dock att dammen inte är rik på fisk. Varmvattenfiskarna i dammen är små, så öring är bättre om man vill ha stora fiskar. Vinterfiske i dammen tenderar att vara långsammare än på sommaren. Små maneter har också upptäckts i dammen, men de är ofarliga för människor. Östliga gråekorrar, jordekorrar, och kaniner är vanliga i skogen runt dammen, medan skunkar, tvättbjörnar, och rödrävar är aktiva på natten. Kungsfiskare, trupialer, titor, blåhägrar, och rödstjärtade vråkar bor i träden i skogen. På våren och hösten rastar flera flyttfåglar vid dammen.

## Hydrogeologi

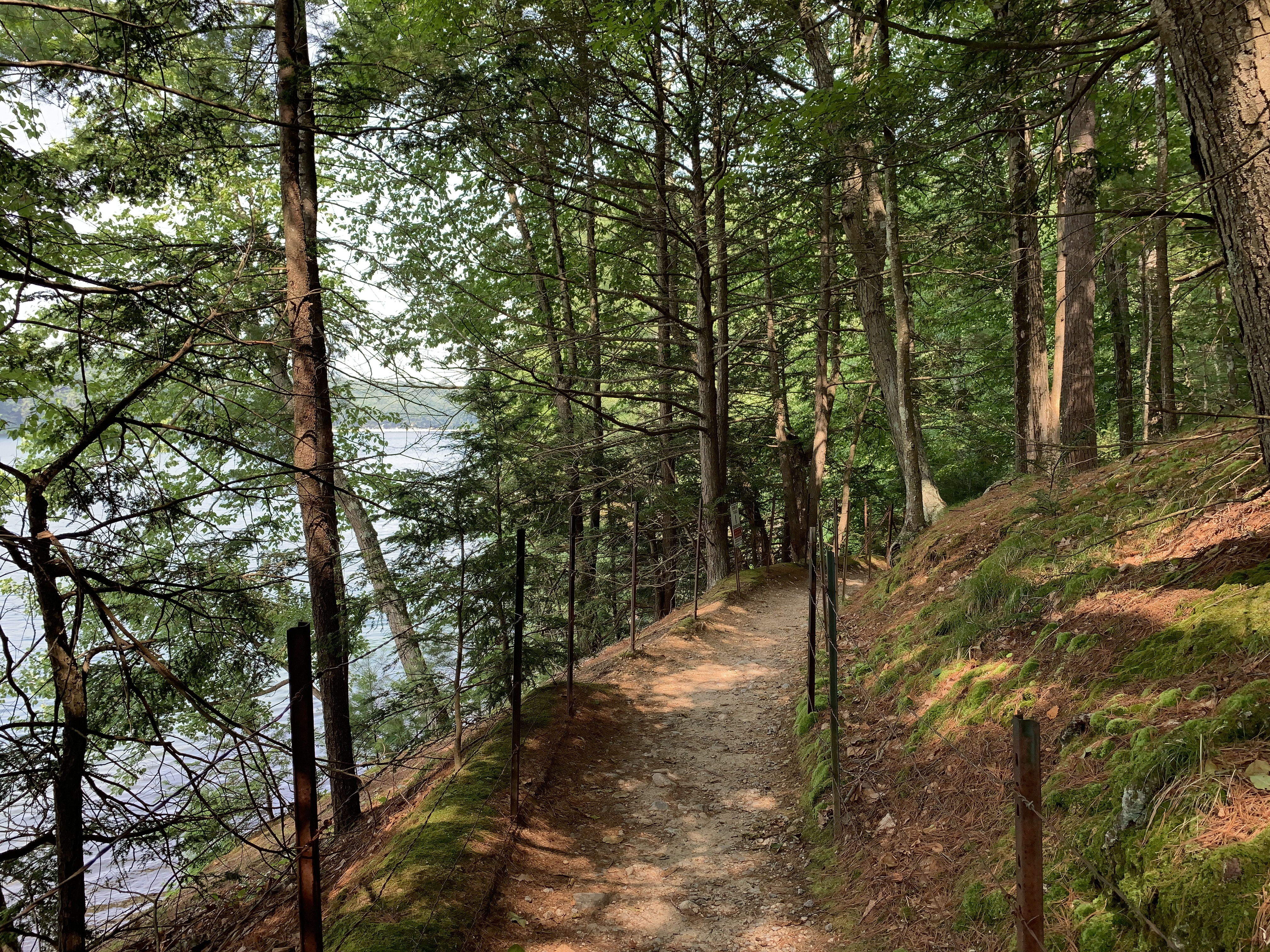
En stig omringar Walden Pond och ger tillgång till badställena som är utspridda längs strandkanterna.

Walden Pond är en så kallad dödisgrop, och bildades av glaciärer för ungefär 15 000 år sedan. Batymetriska analyser i dammen indikerar att Walden Pond inte har nåt inlopp eller utlopp, samt att det är den djupaste sjön i Massachusetts. Maximaldjupet på 30,5 meter har inte förändrats sedan det först mättes av Henry David Thoreau år 1846. Dammen anses vara en så kallad "flow-through lake" (fri översättning: genomströmningssjö), det vill säga att vattnet i sjön kommer från ena änden och passerar genom sjön till den andra änden. Walden Pond får sitt vatten från en akvifer vid dess östra strand, och rinner ut i en akvifer vid den västra stranden. Omkring 45 procent av vattnet i sjön kommer dock från regnvatten (1,215 meter per år), medan 55 procent kom från akviferen (1,47 meter per år). Avdunstning står för cirka 26 procent av avflödet, medan den västra akviferen står för cirka 74 procent. Vatten befinner sig i dammen i cirka fem år innan det blir avflöde.
Dammen består av cirka 3,2 miljoner kubikmeter vatten, och den djupaste punkten finns i mitten av dammens vänstra del. Vattennivån i Walden Pond ökar, eftersom inflödet från akviferen och nederbörden är större än utflödet till akviferen och avdunstningen. Den lägsta vattennivån uppmättes år 1967, efter fyra år av nederbörd under genomsnittet. pH-värdet i dammen varierar mellan cirka 6,5 under vintern och våren, till 8,5 under sommaren och hösten. Vattnet i Walden Pond är mjukt, men innehåller flera källor till svaveloxid, till exempel septiska utsläpp och badare. Sjön anses vara oligotrofisk; den har blivit mer eutrofisk (näringsrik) sedan 1939, men vattnet är fortfarande klart och lockar till sig allmänheten. Om mängden fosfor i dammen minskade skulle dock sjön kunna bli mer oligotrofisk igen. Detta skulle även gagna makroalger av släktet Nitella, som växer i dammen och håller vattnet rent genom att bland annat binda upp näringsämnen i djup växtbiomassa. Att vattnet fortfarande är så pass klart tyder på att de miljövårdsinsatser som gjorts för att skydda dammen har varit effektiva.

## Turism

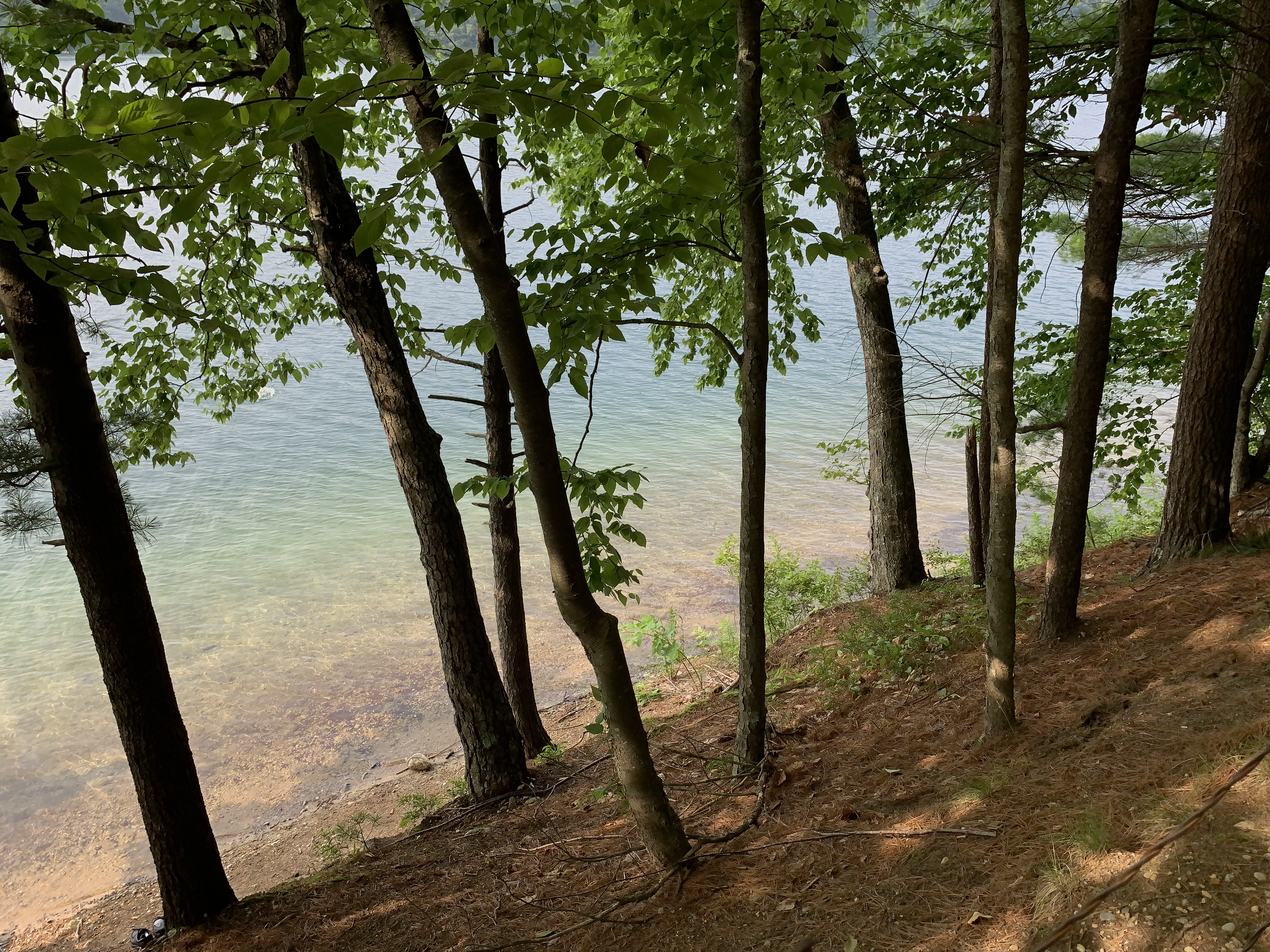
Det klara vattnet lockar turister från olika delar av Massachusetts.

Walden Pond är en populär badplats i Massachusetts, och en av de mest besökta statsparkerna i delstaten. Husdjur är inte tillåtna, och parkeringen har en avgift på $8 för bilar registrerade i Massachusetts och $15 för bilar från andra stater. Runt dammen löper en 2,7 kilometer (1,7 miles) lång stig som ger tillgång till badställena runt sjön. En kopia av Thoreaus enrumsstuga byggdes 1985 invid parkeringen, och ett nytt besökscenter invigdes år 2016. Små båtar tillåts på dammen, och vandring, fiske och picknicking är populärt. Badplatserna runt sjön är spridda utmed strandkanten, men det är möjligt att bada i stort sett överallt. En större sandstrand nära parkeringen är inhägnad och har badvakter. Diverse aktiviteter för barn erbjuds av Walden Pond State Reservation, såsom pyssel, krukmakeri, och faktapromenader. Walden Pond har beskrivits som ett perfekt exempel på landskapsvyer i New England. År 2018 började flera amerikanska medier uppmärksamma att Walden Ponds ekosystem höll på att förstöras av urin från badgäster,, vilket ledde till en extremt stor halt fosfor i vattnet.
Walden Pond har gett namn till flera varumärken; filmbolaget Walden Media döptes exempelvis efter dammen. Dammen har även haft en roll i det svenska flaskvattenföretaget Thoreaus namn.